# Championnats d'Europe de kayak-polo 1999
Navigation
Édition précédente Édition suivante
Les 3es championnats d'Europe de kayak-polo de 1999 se sont déroulés du 1er au 7 septembre à Malines, en Belgique.

## Résultats
| Catégorie     | Médaille d'or | Médaille d'argent | Médaille de bronze |
| ------------- | ------------- | ----------------- | ------------------ |
| Senior Hommes | France        | Grande-Bretagne   | Italie             |
| Senior Dames  | Allemagne     | Grande-Bretagne   | France             |